# Eencellige varkensgrasroest
Eencellige varkensgrasroest (Uromyces polygoni-avicularis) is een autoecische roestschimmel die behoort tot de familie Pucciniaceae. De schimmel komt voor in Europa, Noord-Amerika, Nieuw-Zeeland en Japan. In Nederland is de schimmel zeer zeldzaam.

## Kenmerken
Aecia
De oranje, bekervormige, aecia zitten op de onderkant van het blad in cirkelvormige of onregelmatig gevormde groepen. De bolvormige tot ellipsoïde, kleurloze tot gele aeciosporen hebben wratten op de wand en zijn 15-22 × 18-24 µm groot. De ruitvormige, kleurloze tot lichtgele, gestreepte peqridiale cellen hebben wratten op de wand en zijn 17-24 × 23-29 µm groot. 
Uredinia
De bruine tot kaneelbruine, rondachtige uredinia zitten zowel aan de voorkant als de achterkant van het blad en zijn 0,09-0,3 × 0,2-0,8 mm groot. De bolvormige tot subbolvormige of ellipsoïde, goudbruinen tot kaneelbruine urediniosporen zijn 18-24 × 20-29 µm groot en hebben een 1,5-3,0 µm dikke met wratten bezette wand. Ze hebben 2-4, equatoriale kiemporen. 
Telia
De rondachtige of langwerpige, zwartbruine telia komen aan beide kanten van het blad en op de stengel voor. Ze zijn 0,1-0,5 × 0,2-0,8 mm groot. De eencellige, subglobose, ovale of ellipsoïde, goudbruine tot kastanjebruine teliosporen zijn 18-24 × 22-31(-35) µm groot. Ze hebben een afgeronde of afgeknotte, 4-6 µm dikke top. De gladde wand is 2-3 µm dik. De blijvende, 8-10 µm dikke steel is kleurloos tot lichtgeel en 90-104 µm lang.

## Waardplant
Hij komt voor op:
- Bistorta officinalis (?)
- Persicaria dubia (Zachte duizendknoop)
- Persicaria lapathifolia (Beklierde duizendknoop)
- Polygonum acerosum
- Polygonum arenarium
- Polygonum arenastrum
- Polygonum aviculare (Gewoon varkensgras)
- Polygonum bellardii
- Polygonum cognatum
- Polygonum equisetiforme
- Polygonum maritimum (Strandvarkensgras)
- Polygonum paronychioides
- Polygonum patulum
- Polygonum polycnemoides
- Polygonum raii (Zandvarkensgras)
- Polygonum ramossissimum'
- Polygonum setosum
- Rumex acetosella (Schapenzuring )
- Rumex arifolius
- Rumex pulcher

## Foto's

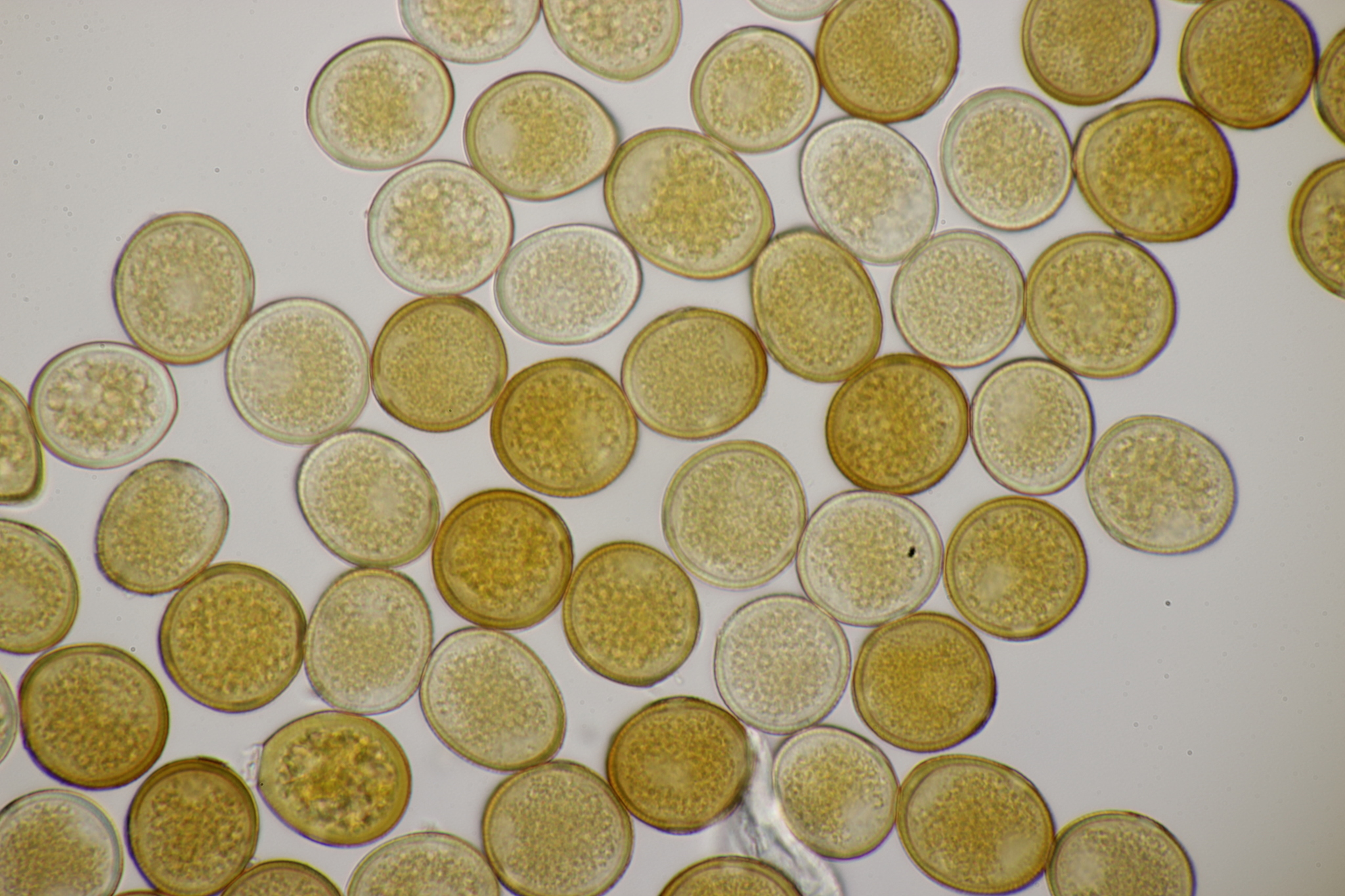
Urediniosporen
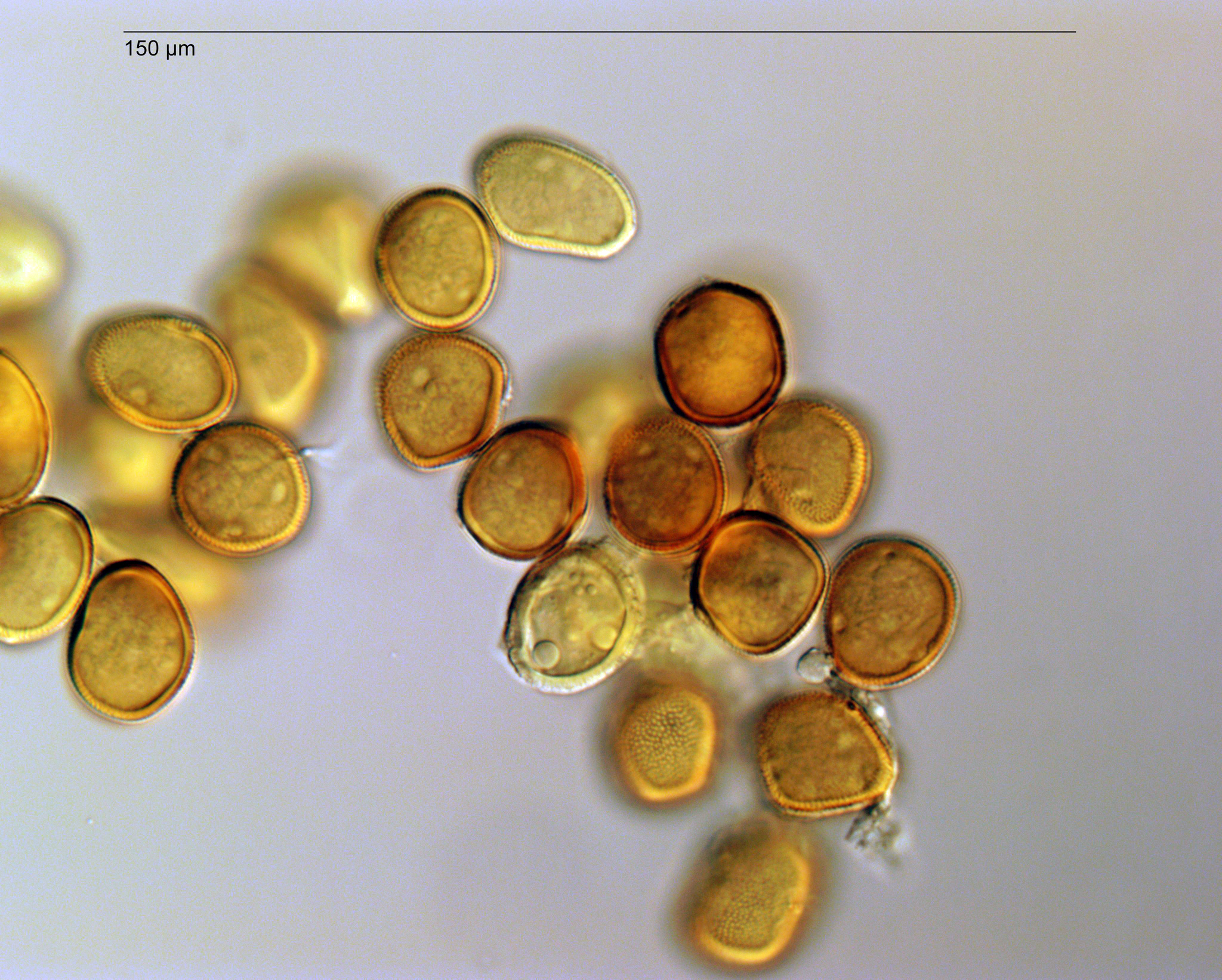
Urediniosporen met kiemporen
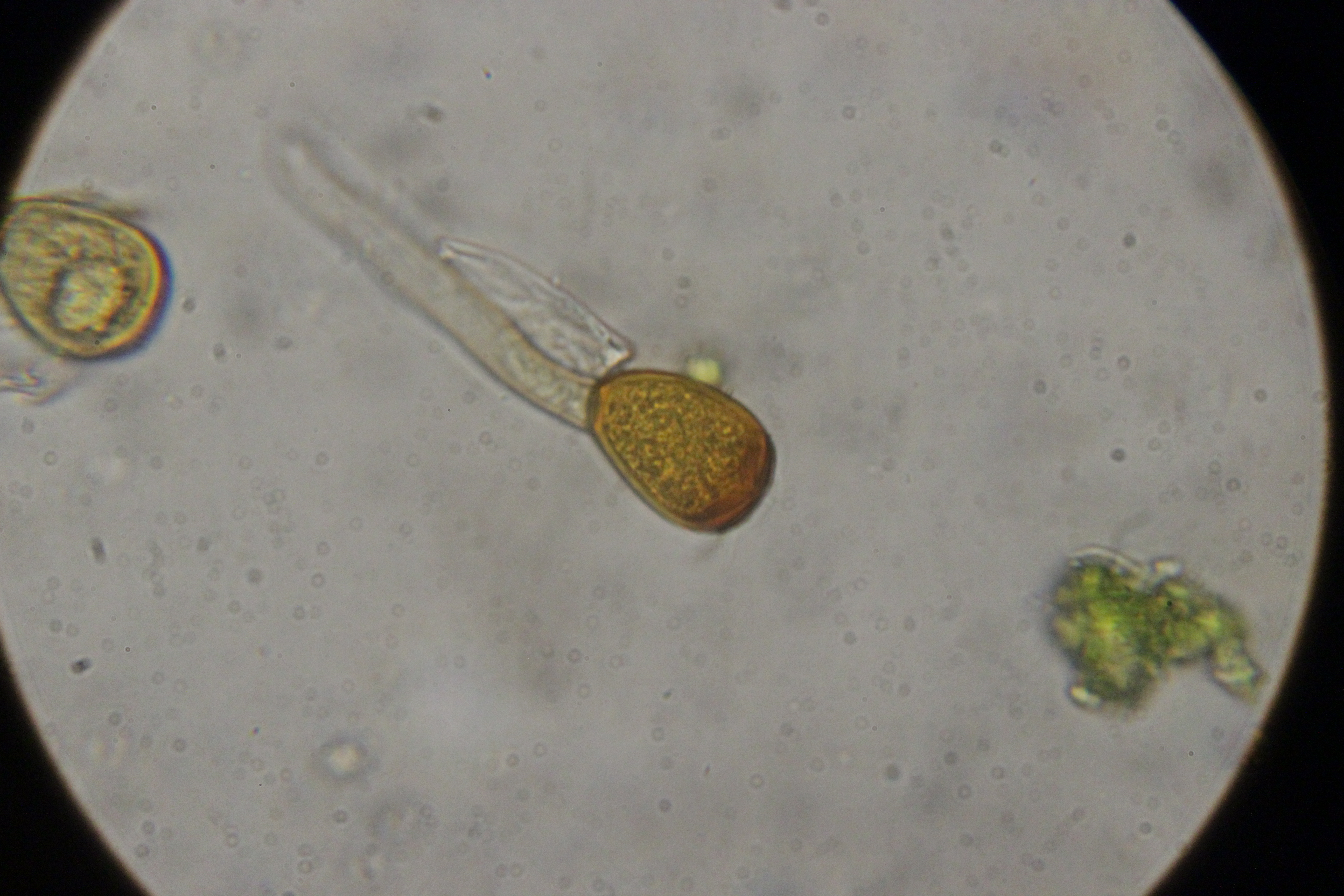
Teliospore